# Ruddigore

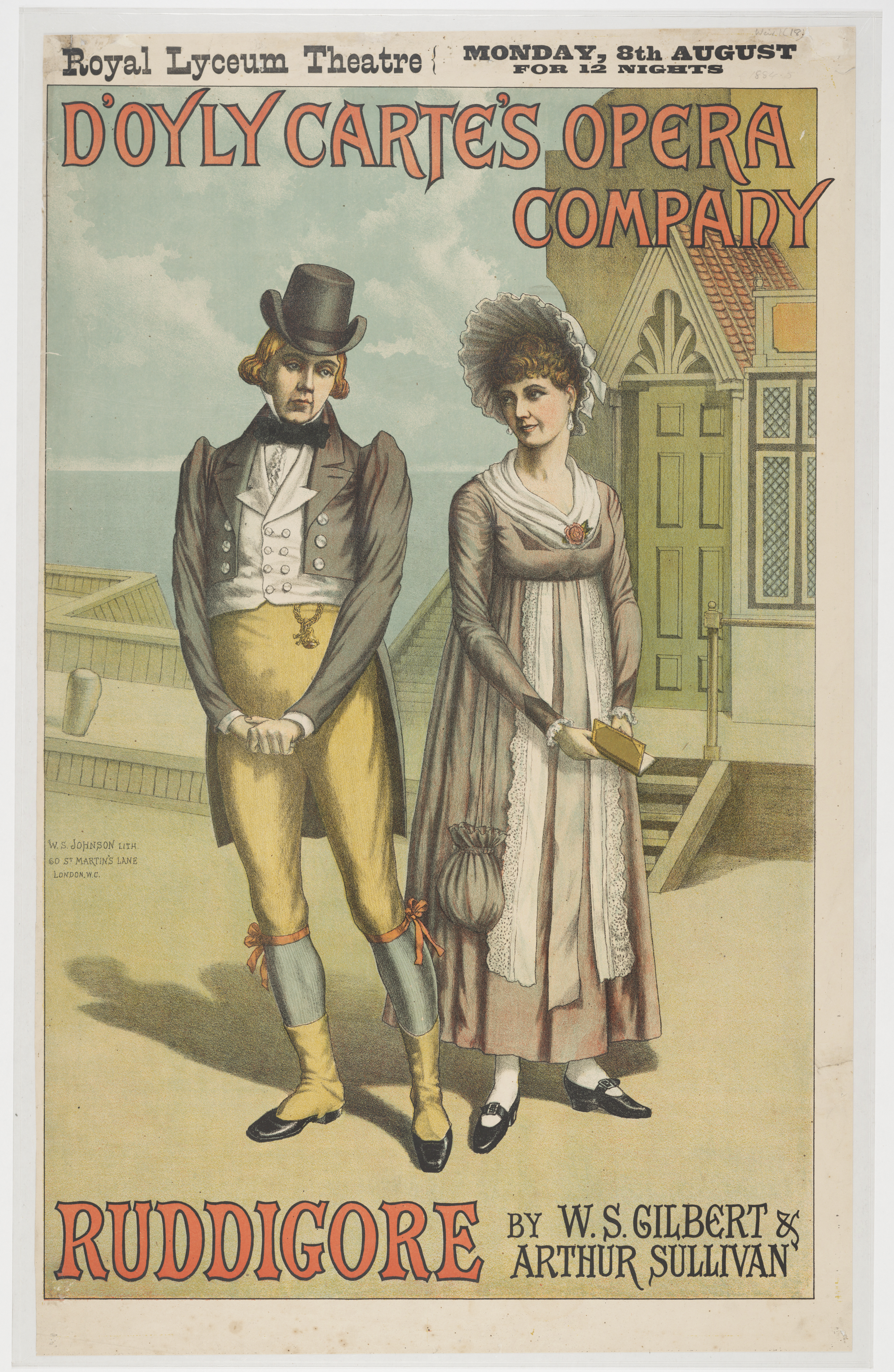
Une affiche pour Ruddigore

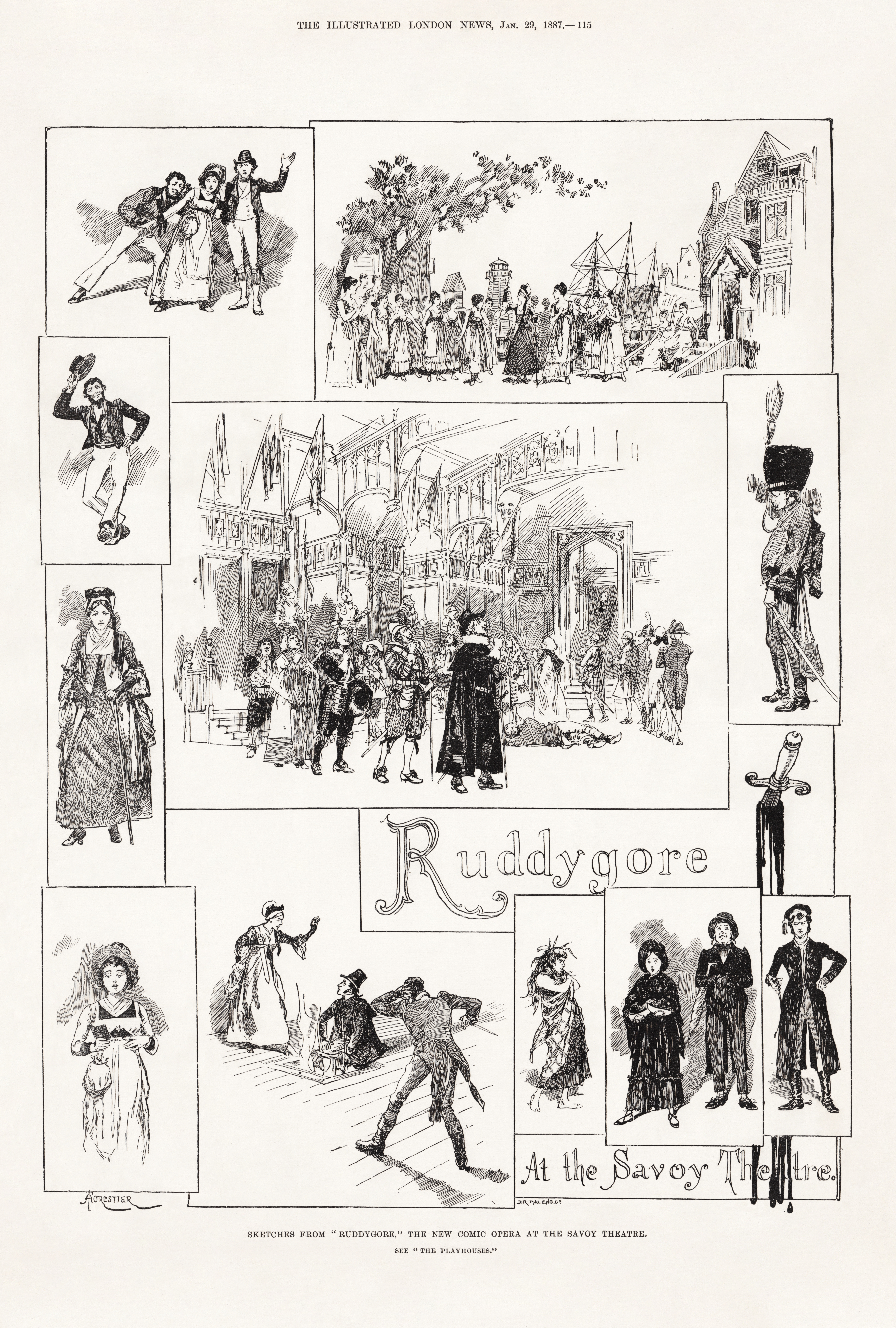
Page de The Illustrated London News du 29 janvier 1887 composée de dessins d'Amédée Forestier représentant quelques scènes de l'opéra-comique Ruddigore.

Ruddigore; or, The Witch's Curse est un opéra-comique britannique, musique d'Arthur Sullivan et livret de William S. Gilbert. C'est le 10e des 14 opéras du tandem Gilbert et Sullivan.
La première représentation (sous le nom de Ruddygore), qui eut lieu le 22 janvier 1887 au Savoy Theatre à Londres, n'eut pas grand succès, mais après quelques modifications, dont un changement de nom à Ruddigore, il se joua pendant 288 représentations.